# Espita
Espita là một đô thị thuộc bang Yucatán, México. Năm 2005, dân số của đô thị này là 14432 người.